# Lanthanosuchidae
I lantanosuchidi (Lanthanosuchidae) sono una famiglia di rettili estinti, appartenenti agli anapsidi. Vissero esclusivamente nel Permiano superiore (circa 260 milioni di anni fa). I loro resti sono stati rinvenuti solo in Russia.

## Descrizione
Questi animali possedevano uno strano cranio estremamente appiattito, largo e corto. La superficie dorsale del cranio era percorsa da un notevole numero di rilievi e di fossette. Il corpo era piuttosto allungato e anch'esso appiattito, e poteva superare il metro di lunghezza. L'aspetto di questi animali richiamava notevolmente quello dei numerosi anfibi del periodo (temnospondili) che abitavano i fiumi e i laghi di gran parte del mondo.

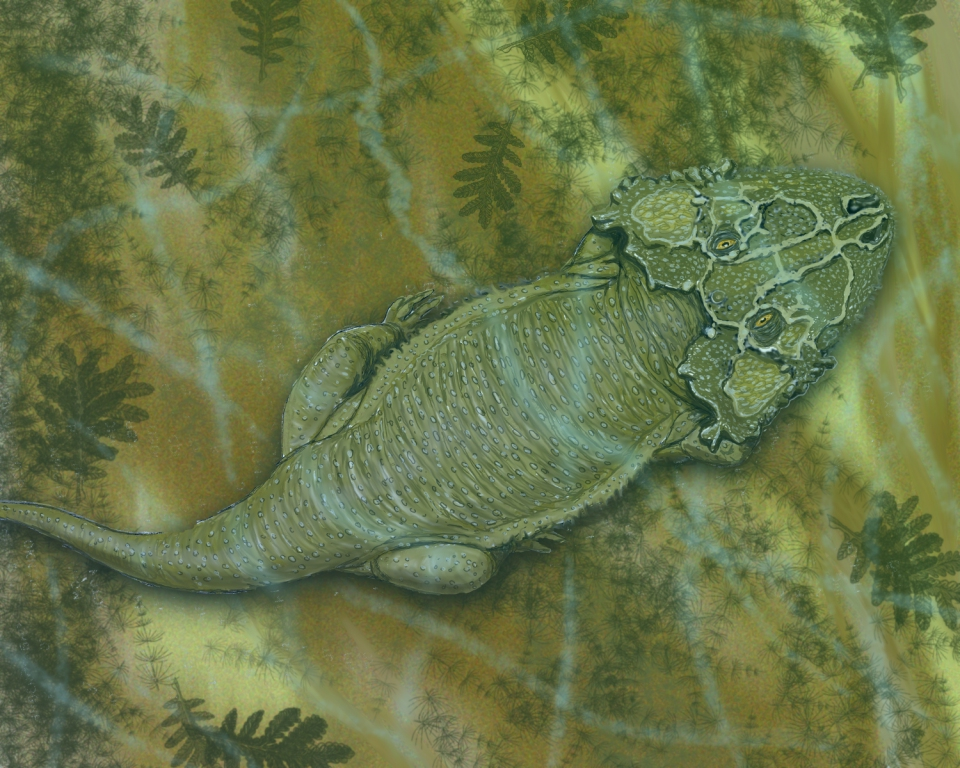
Ricostruzione di Chalcosaurus lukjanovae nel suo ambiente naturale

## Classificazione
Le affinità dei lantanosuchidi non sono chiare e per lungo tempo gli studiosi hanno dato vita a dibattiti. C'è chi li ha avvicinati ai seymouriamorfi (un gruppo di rettiliomorfi basali) a causa dei numerosi rilievi e delle fossette presenti sul cranio; altri studiosi ritengono che i lantanosuchidi potessero essere imparentati con i diadectomorfi, un altro gruppo di animali dalle caratteristiche intermedie tra gli anfibi e i rettili. Un'ulteriore ipotesi, attualmente la più accreditata, li considera veri e propri rettili arcaici, ascritti al gruppo degli anapsidi; se fosse così, i lantanosuchidi rappresentano uno dei rami più specializzati di questo gruppo. Si suppongono strette parentele con Acleistorhinus, attualmente considerato l'anapside più antico.

## Paleobiologia
È difficile ipotizzare lo stile di vita di questi animali; in passato si riteneva che fossero creature semiacquatiche, poiché generalmente un cranio largo e piatto corrisponde a questo stile di vita. Recenti studi, tuttavia, hanno smentito questa teoria, e i lantanosuchidi potrebbero essere stati altrettanto probabilmente animali compiutamente terrestri.